# Therese Lukasser
Therese Lukasser (* 11. September 1932 in St. Jakob in Defereggen) ist eine ehemalige österreichische Politikerin (ÖVP) und Lehrerin. Sie war von 1988 bis 1989 Abgeordnete zum Tiroler Landtag und von 1989 bis 1999 Mitglied im österreichischen Bundesrat.

## Ausbildung und Beruf
Lukasser besuchte von 1938 bis 1944 die Volksschule in St. Jakob in Defereggen und absolvierte von 1944 bis 1947 das Bundesrealgymnasium in Graz. Sie studierte von 1947 bis 1952 an der Lehrerbildungsanstalt in Innsbruck und erwarb 1955 die Lehrbefähigung für Volksschulen. 1971 schloss sie das Lehramt für Hauptschulen ab. Ab 1987 studierte Lukasser Pädagogik und Politikwissenschaft an der Universität Innsbruck. Lukasser war als Lehrerin von 1952 bis 1988 an Volksschulen und Hauptschulen tätig. Von 1979 bis 1988 arbeitete sie als Referentin im Rahmen der Lehrerfortbildung sowie in Erwachsenenbildungseinrichtungen. Sie wurde in der Folge 1989 zur Schulrätin ernannt.

## Politik
Lukasser begann ihre politische Karriere in der Lokalpolitik, wobei sie bei der Gemeinderatswahl 1980 in Matrei in Osttirol kandidierte. Sie trat an der 4. Stelle der Liste „Bauern, Arbeiter, Wirtschaftstreibende und Frauen“ an und konnte auf Grund der zahlreichen Vorzugsstimmen auf den ersten Listenplatz vorrücken. Sie gehörte zwischen 1980 und 1986 als erste und einzige Frau dem Gemeinderat von Matrei in Osttirol an. Von 1980 bis 1986 war sie Mitglied des Gemeindevorstandes von Matrei in Osttirol. Von 1988 bis 1989 vertrat Lukasser die ÖVP im Tiroler Landtag. Am 4. April 1989 wechselte sie in den Bundesrat, wo sie unter anderem Vorsitzende im Unterrichtsausschuss, Vorsitzende im Ausschuss für Unterricht und kulturelle Angelegenheiten und stellvertretende Ausschussvorsitzende im Sozialausschuss war. Lukasser schied am 29. März 1999 aus dem Bundesrat aus.
Lukasser war ab 1993 Mitglied des Landesparteivorstandes der ÖVP Tirol. Von 1979 bis 1997 engagierte sie sich als Bezirksleiterin der Österreichischen Frauenbewegung (ÖFB) im Bezirk Lienz. Von 1984 bis 1989 hatte sie die Funktion der stellvertretenden Landesleiterin der ÖFB Tirol inne und war von 1979 bis 1989 Mitglied des Kollegiums des Landesschulrates für Tirol.

## Engagement für Seniorenbildung
Nach ihrer Pensionierung absolvierte Lukasser 2002/2003 eine Ausbildung für „Journalistisches Schreiben“ im Fernstudium an der Axel Andersson Akademie in Hamburg, das sie mit Zertifikat abgeschlossen hat. 
Lukasser gründete im Frühjahr 2002 eine Projektgruppe Seniorenmagazin bei Radio Osttirol. Mit vier Gleichgesinnten wurde ein Konzept für eine monatliche Hörfunksendung erarbeitet, zu der jeweils  Experten rund um die gesellschaftliche und politische Teilnahme älterer Menschen eingeladen wurden. Von 2002 bis 2009 fungierte Lukasser als Planerin, Koordinatorin und Moderatorin der 50-minutigen Sendung, die an jedem 1. Samstag im Monat mit passender musikalischer Umrahmung ausgestrahlt wurde.
Nachdem das Seniorenmagazin beim Radio Osttirol abgesetzt wurde, engagierte sich Lukasser weiter mit Veranstaltungen zum Thema Seniorenbildung.

## Auszeichnungen
- 1997 Großes Silbernes Ehrenzeichen für Verdienste um die Republik Österreich[8]
- 1999 Verdienstkreuz des Landes Tirol[9]